# Della Pia Glacier
Della Pia Glacier är en glaciär i Antarktis. Den ligger i Västantarktis. Chile gör anspråk på området. Della Pia Glacier ligger 2 350 meter över havet.
Terrängen runt Della Pia Glacier är huvudsakligen bergig, men norrut är den kuperad. Terrängen runt Della Pia Glacier sluttar österut. Trakten är obefolkad. Det finns inga samhällen i närheten. 